# (15239) Stenhammar
(15239) Stenhammar est un astéroïde de la ceinture principale.

## Description
(15239) Stenhammar est un astéroïde de la ceinture principale. Il fut découvert le 4 février 1989 à La Silla par Eric Walter Elst. Il présente une orbite caractérisée par un demi-grand axe de 2,98 UA, une excentricité de 0,05 et une inclinaison de 9,1° par rapport à l'écliptique.

## Compléments